# Lynda Benglis
Lynda Benglis, née en 1941 à Lake Charles, en Louisiane, aux États-Unis, est une peintre, une sculptrice et plasticienne post minimaliste, depuis les années 1970.

## Biographie
Lynda Benglis est l’aînée d'une fratrie de 5 enfants. Son père dirige une entreprise de matériaux de construction. Elle fait ses études en partie à l'université d'État McNeese à Lake Charles, puis au Newcomb College à La Nouvelle-Orléans,. En 1964, elle s'installe à New York. Elle y étudie la peinture au Brooklyn Museum Art School. C'est là, elle rencontre le peintre écossais Gordon Hart avec qui elle vivra brièvement. Elle a également un emploi comme assistante de Klaus Kertess à la Galerie Bykert avant de travailler pour la galerie Paula Cooper.
Dès 1965, elle commence à se faire connaître par ses réalisations, entre peinture et sculpture, où elle bouscule les cadres rigides du minimalisme et du modernisme. Une de ses séries intitulée Fallen paintings( «peintures déchues») fait référence à Jackson Pollock et aux débats de l'époque sur la mort de la peinture. Comme Pollock, elle travaille avec ses créations disposées à l'horizontal, à même le sol. Mais elle refuse de se poser en héritière de ce seul peintre. Dès 1969, elle crée une autre œuvre intitulée Hey Hey Frankenthaler, clin d’œil à la plasticienne Helen Frankenthaler et à l'importance des femmes dans ces arts visuels qui se renouvellent. Ses réalisations utilisent des matériaux tels que la cire d'abeille avant de passer au polyuréthane dans les années 1970 et plus tard à la feuille d'or, au zinc et à l'aluminium. Dans les galeries, elle réalise en direct des sculptures flashy en latex ou en mousse de polyuréthane, dans des performances mettant en exergue le processus de création.
Au début des années 1970, elle réalise également plusieurs vidéos avec Robert Morris, avec un regard ironique sur la place des femmes dans la société, les préjugés sexuels, le pouvoir politique, etc. En 1972, elle est incluse dans la partie centrale de Some Living American Women Artists, un collage féministe de Mary Beth Edelson. En 1974, elle fait scandale, en publiant dans Artforum une publicité, qu'elle paye, pour une de ses expositions, où elle pose nue et huilée, avec des lunettes de soleil, un gode de grande taille entre les jambes, ce qui choque le monde artistique mais aussi les féministes. Ce « summum de parodie de la pin-up et du machisme », comme elle définit elle-même cette photo, continue trente ans plus tard à questionner et surprendre, comme l’enseignant américain Richard Meyer en témoigne : « S’il y a une œuvre qui cloue toujours mes étudiants sur place, c’est la pub de Benglis ». La photographe Cindy Sherman se souvient également de cette provocation : «  La découverte en 1974 de l'annonce de Lynda Benglis dans Artforum a été l'un des moments pivots de ma carrière. J'étais à la fac, à Buffalo, et même la Albright-Knox Gallery, qui était l'un des rares endroits où on pouvait se procurer le magazine (et qui était sur le chemin de mon lycée) avait arraché la page de tous les exemplaires qu'ils vendaient (j'ai dû acheter le mien à New York). ».
Lynda Benglis est professeur ou artiste invité à l'université de Rochester de 1970 à 1972, à l'université de Princeton en 1975, l'université d'Arizona en 1982, à la School of Visual Arts de 1985 à 1987. En 1979, elle rencontre son partenaire dans la vie, Anand Sarabhai, durant un voyage à Ahmedabad, en Inde. Sarabhai meurt en février 2013.
En 2009, une rétrospective sur 40 ans organisée par le Musée irlandais d'art moderne, a démontré son importance dans l'art contemporain. Cette exposition muséale itinérante est passée également par Eindhoven, Rhode Island, New York, et en France, par Le Consortium de Dijon, en 2010. En 2015, une exposition au Storm King Art Center, à New York, présente ses œuvres récentes. En 2016 il y a eu sa première exposition en Italie à la galerie Thomas Brambilla de Bergame.
Elle vit actuellement entre East Hampton (New York), Santa Fe, Kastelorizo (une maison ancestrale de sa famille dont les origines sont grecques), et Ahmedabad.

## Expositions
- 2019: "Pattern, Crime & Decoration", exposition thématique à Le Consortium, 17 Mai - 20 Octobre[15].
- 2016: "Benglis and the Baroque", Thomas Brambilla gallery, Bergamo, Italy.
- 2016: Lynda Benglis: Cuerpos, Materia y Alma, Museo International del Barroco, Puebla, Mexico.
- 2016: Lynda Benglis, Aspen Art Museum, Aspen, Colorado.
- 2016: Lynda Benglis: Primary Structures (Paula's Props), PRAXIS at Bergen Assembly 2016 , KODE Art Museums of Bergen, Bergen Assembly, Bergen, Norwa
- 2015: Lynda Benglis: Water Sources, Storm King Art Center, New Windsor, New York.
- 2015: "Lynda Benglis," Hepworth Wakefield, 6 Feb - 1 July 2015, Wakefield, West Yorkshire, UK.
- 2015: Solo Show, Walker Art Center, Minnesota.
- 2014: Lynda Benglis, Cheim & Read, New York.
- 2014: Lynda Benglis: Planar Device, Thomas Dane, London, England.
- 2011: "1973-1974, Lynda Benglis/Robert Morris", gallery mfc-michèle didier, Paris.
- 2011: "Lynda Benglis" Museum of Contemporary Art, Los Angeles
- 2010: Lynda Benglis, Le Consortium, Dijon, France.
- 2009: Whitney Museum of American Art, New York City
- 2009: Lynda Benglis, Van Abbemuseum, Eindhoven ; traveled to the Irish Museum of Modern Art, Dublin ; Museum le Consortium, Dijon, France ; Museum of Art, Rhode Island School of Design, Providence ; New Museum, New York ; The Museum of Contemporary Art, Los Angeles, California ; Lynda Benglis, New Work, Cheim & Read, New York.
- 2007: "WACK! Art and the Feminist Revolution" Museum of Contemporary Art, Los Angeles, March 4-July 16, 2007.
- 1997: Portland Art Museum, Oregon
- 1993: Smithsonian American Art Museum, Washington D.C.